# 维茨哈沃
维茨哈沃是德国石勒苏益格－荷尔斯泰因州的一个市镇。总面积7.87平方公里，总人口1426人，其中男性709人，女性717人（2011年12月31日），人口密度181人/平方公里。